# Alexei Volodin

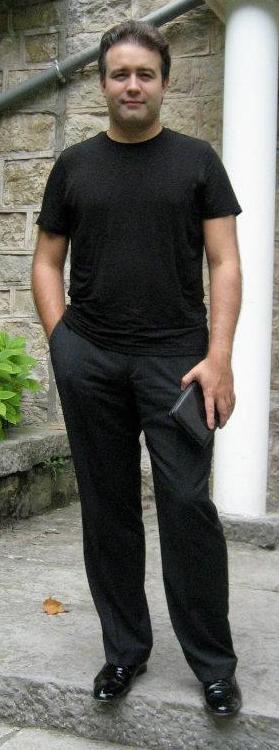
Alexei Volodin

Alexei Sergejewitsch Volodin (russisch Алексей Сергеевич Володин, wiss. Transliteration Aleksej Volodin, * 17. Juli 1977 in Leningrad) ist ein russischer Pianist.

## Leben
Im Alter von zehn Jahren wurde Alexei Volodin in das Gnessin-Institut Moskau aufgenommen, wo er zuerst bei Irinia Tschaklina und später bei Tatjana Selikman Unterricht bekam. Mit 17 Jahren setzte er seine Ausbildung bei Elisso Wirsaladse am Moskauer Konservatorium fort. 2001/02 rundete er sein Studium an der International Piano Foundation Theo Lieven in Como ab.
Er gewann mehrere Auszeichnungen bei internationalen Wettbewerben, darunter 2003 den 1. Preis beim 9. Concours Géza Anda in Zürich.
Volodin tritt in Rezitalen in Russland, Spanien, Frankreich, Italien, Australien, in der Schweiz und in Deutschland auf. Er konzertierte mit Orchestern wie dem Tonhalle-Orchester Zürich, dem Radio-Sinfonieorchester Stuttgart des SWR, dem Sydney Symphony Orchestra, der NDR Radiophilharmonie, dem Orchestra della Svizzera italiana, dem Orchestre National du Capitole de Toulouse, dem Orchester der Deutschen Oper Berlin, dem Orchester des Mariinski-Theaters St. Petersburg unter der Leitung von Dirigenten wie Christopher Hogwood, Jean-Bernard Pommier, David Zinman, Eiji Ōue, Carlo Rizzi, Stefan Blunier, Gerd Albrecht, Waleri Gergijew und Wladimir Fedossejew.
Bei seinem Debütrezital im Mai 2005 im Théâtre des Champs-Elysées feierte Alexei Volodin einen Erfolg, dem Wiedereinladungen für die Saisons 2005–2008 folgten. Alexei Volodin war 2005/2006 u. a. in Barcelona, Lyon, Rom, Madrid, beim Festival „Piano aux Jacobins“ in Toulouse, beim Festival de Radio France Montpellier, beim Festival Heidelberger Frühling aufgetreten. Im September 2006 hat er seine erste China-Tournee absolviert. In den kommenden Spielzeiten wird Volodin im Wiener Konzerthaus, im Festspielhaus Baden-Baden, beim Festival La Rocque d’Anthéron, in der Philharmonie Warschau, im Concertgebouw Amsterdam sowie in der Alten Oper Frankfurt seine Debütrezitals geben.
Zu Höhepunkten der Spielzeit 2015/16 gehörten u. a. eine ausgedehnte Europa-Tournee mit dem Wroclaw-Sinfonieorchester (Daniel Raiskin), Konzerte mit den Stuttgarter Philharmonikern, dem Singapore Symphony Orchestra (Vladimir Ashkenazy), dem Orquestra Simfonica de Barcelona und beim Warschauer Beethoven-Festival. Als gefragter Pianist ist Alexei Volodin in den wichtigsten Konzertsälen zu hören, etwa bei der Londoner International Piano Series, den Proms und in der Wigmore Hall, im Wiener Konzerthaus, in der Alten Oper Frankfurt, im Münchner Herkulessaal, in der Tonhalle Zürich, der Gulbenkian Foundation in Lissabon, dem Nationalen Konzertsaal Taipeh, dem Auditorio Nacional de Madrid, dem Palau de la Música in Barcelona, dem Concertgebouw in Amsterdam, der Salle Pleyel in Paris und dem Grossen Saal des Moskauer Konservatoriums. Er ist gern gesehener Gast bei Festivals wie dem Kissinger Sommer, in La Roque d’Anthéron, dem Festival La Folle Journée, dem Festival „Die Sterne der Weissen Nächte“ in St. Petersburg und dem Osterfestival in Moskau.

## Aufnahmen
Er hat zwei CDs eingespielt, davon eine als Live-Mitschnitt seines Debütrezitals im Münchner Herkulessaal mit Werken von Ludwig van Beethoven (Opus 111), Sergei Rachmaninow (Moments musicaux Op. 16) und Sergei Prokofjew (Sonate Nr. 7).
Weitere drei CDs sind seit 2013 beim Label Challenge Classics erschienen mit Solowerken von Schumann, Ravel, Skrjabin, Rachmaninov. Seine Chopin-CD gewann einen Choc de Classica und wurde von der französischen Zeitschrift Diapason mit fünf Sternen bedacht.